# China Bohai Bank
China Bohai Bank Co., Ltd. (CBHB, кит. упр. 渤海銀行股份有限公司, пиньинь Bóhǎi yínháng gǔfèn yǒuxiàn gōngsī, палл. Бохай иньхан гуфэнь юсянь гунсы) — национальный акционерный коммерческий банк Китая со штаб-квартирой в Тяньцзине. Банк был основан 31 декабря 2005 года и начал деятельность в феврале 2006 года. Он стал первым национальным банком КНР, созданным при участии иностранных инвесторов.

## История
Банк был детищем мэра Тяньцзиня (и предыдущего директора Народного банка Китая) Дай Сянлуна, который превратил национальную банковскую лицензию для Тяньцзиня, обещанную городу в середине 1990-х годов, в реальность и в процессе этого начал важную модернизацию финансовой системы Тяньцзиня. Это была первая национальная банковская лицензия, одобренная Государственным советом КНР после China Minsheng Bank в 1995 году.
29 октября 2003 года Государственный совет Китайской Народной Республики одобрил создание банка. Предварительным условием для выдачи банковской лицензии, оговорённым регулирующими органами, было привлечение иностранного капитала, чтобы гарантировать, что банк может возвестить о новой эре китайского банковского дела, следуя современной организационной структуре западных банков, в частности, системе управления рисками и подходу к разработке продуктов.
В свою очередь, была сформирована небольшая группа по созданию банка из местных банковских служащих во главе с Сунь Ли Го. Standard Chartered Hong Kong был выбран в качестве стратегического инвестора, который приобрёл 19,99 % акций. Другие инвесторы включали TEDA Holding, COSCO, Baosteel Group, State Development & Investment Corporation, причем TEDA взяла на себя ведущую роль с 25 % акций. 23 сентября 2004 года Управление ведущей группы по подготовке Bohai Bank подписало рамочное соглашение со Standard Chartered Bank. Позже, 30 декабря, Standard Chartered Bank стал вторым по величине акционером, а Комиссия по регулированию банковской деятельности Китая утвердила план создания банка.
6 сентября 2005 года при участии премьер-министра Китая Вэнь Цзябао и премьер-министра Великобритании Тони Блэра в Доме народных собраний в Пекине было подписано спонсорское соглашение China Bohai Bank. 31 декабря 2005 года Чжан Личан, тогдашний член Политбюро ЦК КПК и секретарь городского комитета партии Тяньцзиня, присутствовал на учредительном собрании и церемонии открытия. Дай Сянлун, тогдашний заместитель секретаря муниципального комитета партии Тяньцзиня и мэр, также присутствовал на мероприятии.
Первым назначенным должностным лицом банка был англичанин из Standard Chartered, Саймон Пейдж, главный директор по рискам, который занял этот пост в октябре 2004 года. Главой Wholesale Bank стал швейцарец Рольф Бервегер. Группа должностных лиц и технических экспертов из Standard Chartered во главе с Клайвом Хасвеллом, занялась разработкой бизнес-стратегии, техническоц и ИТ-инфраструктуры, политики и процедур. В августе 2005 года были выбраны председатель и главный исполнительный директор, Ян Цзылинь и Ма Тэн, а лицензия на ведение бизнеса была одобрена 31 декабря 2005 года. Также были назначены главный финансовый директор, Го Жонли, главный технический директор, Лю Чжэнцюань, глава Consumer Bank, Фан Юкиат.
Первое отделение открылось 16 февраля 2006 года в Тяньцзине. 28 августа 2006 года открылось первое отделение в новом районе Тяньцзиня — Биньхае. Первое отделение в Пекине открылось 28 сентября 2007 года. В июле 2016 года представительство в Гонконге было преобразовано в филиал в Гонконге и начало операции с гонконгским долларом.
27 июня 2017 года председатель China Bohai Bank Ли Фуань сообщил на Летнем саммите Всемирного экономического форума 2017 года «Глобальное влияние финансовой реформы Китая» в Давосе, что China Bohai Bank начнёт процесс листинга во второй половине года. China Bohai Bank провёл публичное размещение акций в Гонконге 30 июня 2020 года. Цена предложения за акцию варьировалась от 4,75 до 4,98 гонконгских долларов. Было продано около 2,88 млрд акций, вырученная сумма составила 14,34 млрд гонконгских долларов (1,78 долларов США). 16 июля 2020 года China Bohai Bank был зарегистрирован на Гонконгской фондовой бирже через онлайн-соединение из своей штаб-квартиры в Тяньцзине, став первым банком, зарегистрированным в Гонконге в 2020 году. Однако после начала торгов курс акций упал ниже цены размещения.

## Деятельность
По состоянию на 2023 год у China Bohai Bank было 370 отделений на территории материкового Китая, а также открыл филиал в Гонконге с отделениями в городе. Сеть охватывает ключевые города на побережье Бохайском залива, дельте реки Янцзы, дельте Жемчужной реки, а также центральных и западных регионах страны. При этом в рейтинге «1000 крупнейших банков мира» за 2017 год, опубликованном британским журналом The Banker, China Bohai Bank занял 200-е место.
Активы банка в конце 2023 года составляли 1,733 трлн юаней (243 млрд долларов), из них 920 млрд юаней пришлось на выданные кредиты. Принятые депозиты составили 935 млрд юаней.

### Сотрудничество с Банком Пекина
13 июля 2011 года Bohai Bank и Bank of Beijing подписали соглашение о комплексном сотрудничестве. Области сотрудничества включают финансовую интеграцию, международный бизнес, агентский бизнес, инвестиционно-банковский бизнес, перевод кредитных активов, оплату факторингового агентства, встречный бизнес, платёжно-расчётный бизнес, бизнес с банковскими картами, агентские скидки и другие аспекты.

## Акционеры
Акции China Bohai Bank торгуются на Гонконгской фондовой бирже под тикером 9668. По состоянию на 1 января 2023 доля участия в акциях банка была следующей:
- TEDA Investment Holding[англ.] (20,34 %);
- Hong Kong Exchanges and Clearing (18,65 %);
- Standard Chartered Bank (Hong Kong) (16,26 %);
- China Shipping Group Investment (11,12 %);
- State Development and Investment Corporation (9,49 %);
- China Baowu Steel Group (9,49 %);
- Oceanwide Industry (7,72 %).